# Euproctis hemicneca
Euproctis hemicneca är en fjärilsart som beskrevs av Collenette 1955. Euproctis hemicneca ingår i släktet Euproctis och familjen tofsspinnare. Inga underarter finns listade i Catalogue of Life.